# Дадли (род)

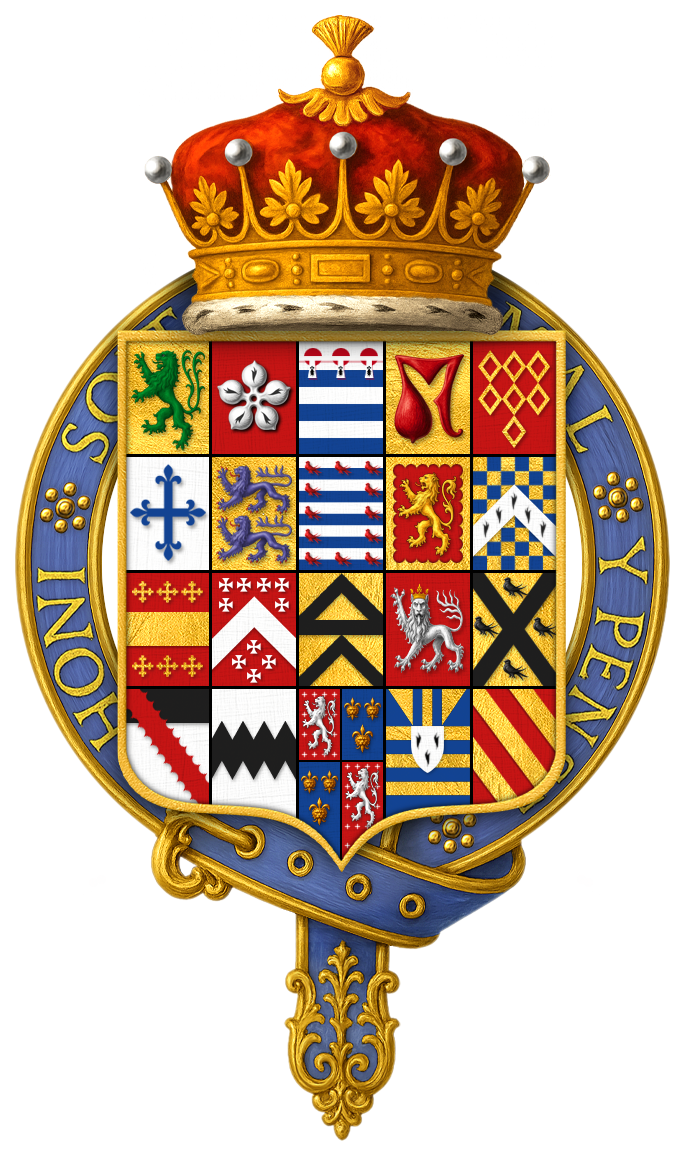
Герб Амброуза Дадли, 3-го графа Уорика

Дадли (англ. Dudley) — знатный английский род, существовавший в XV—XVI веках, ветвь рода Саттонов. Название рода происходит от замка Дадли в Стаффордшире.

## Происхождение
Род Дадли является младшей ветвью английского рода Саттонов, восходившего к Эрве де Саттону, первому феодальному барону Саттона-апон-Трента, потомку бретонцев из отряда Алена Рыжего, участвовавших в нормандском завоевании Англии. Один из его потомков, Джон Саттон II унаследовал посредством брака замок Дадли, а в 1342 году был вызван в английский парламент как 1-й барон Саттон из Дадли, однако его ближайшие потомки не упоминаются в источниках с баронским титулом. Только его праправнук, Джон Саттон VI, 5-й барон Саттон из Дадли, дипломат и советник короля Генриха VI, был в 1340 году сделан 1-м бароном Дадли. Он имел несколько сыновей. От старшего сына, Эдварда, пошла старшая ветвь Саттонов, баронов Дадли. Второй же сын, Джон Саттон, который принял родовое прозвание Дадли из Этерингтона, стал основателем рода Дадли.

## История
Возвышение рода началось с Эдмунда Дадли (ок. 1462 — 18 августа 1510), сына родоначальника, английского государственного деятеля во время правления Генриха VII. Он был неразборчив в средствах для наполнения государственной казны. После смерти Генриха VII его сын, Генрих VIII обвинил Эдмунда в государственной измене и казнил.
Эдмунд оставил трёх сыновей. Из них наибольшего могущества добился старший, Джон (1502 — 22 августа 1553). Ему удалось завоевать благосклонность короля Генриха VIII, благодаря чему в 1542 году он стал лордом адмиралом, а также ему был присвоен титул виконта Лайла, которым владела его мать. После смерти Генриха VIII в 1547 году Джон вошёл в состав регентского совета при малолетнем Эдуарде VI, получив титул графа Уорика, а в 1551 году — герцога Нортумберленда. Титул графа Уорика же перешёл к его старшему из выживших сыновей — Джону. После свержения в 1552 году герцога Сомерсета, главного соперника Джона, он стал пользоваться безграничным влиянием на юного короля. По настоянию Джона Эдуард VI внёс в число наследников леди Джейн Грей, которую Дадли выдал замуж за своего сына Гилфорда. После смерти Эдуарда VI в 1553 году Джон провозгласил королевой Джейн Грей, однако та была свергнута Марией Тюдор, старшей сестрой покойного короля. Джон был казнён, а его пять сыновей и Джейн Грей были заключены в Тауэр. В феврале 1554 года Гилфорд Дадли и Джейн Грей были также казнены. Титулы и владения Дадли были конфискованы.
Четверо сыновей Джона — Джон, Амброуз, Роберт и Генри стараниями матери и их зятя, Генри Сидни обрели свободу в октябре 1554 года. Джон вскоре умер. Амброуз, Роберт и Генри в 1557 году получили личный контингент для сражений за короля Испании Филиппа II, мужа королевы Марии. Они участвовали в битве при Сен-Кантене, во время которой Генри погиб. За свои заслуги перед короной Амброуз и Роберт были восстановлены в правах парламентским актом в 1558 году.
После смерти королевы Марии на английский престол взошла её сестра Елизавета, влюблённая в Роберта Дадли. Она приблизила к себе оставшихся в живых детей герцога Нортумберленда. Амброуз в 1561 году получил титулы графа Уорика и барона Лайла, а Роберт, который долгое время фаворитом королевы, в 1564 году получил титул графа Лестера. Также Амброузу Дадли была в 1562 году возвращена большая часть конфискованных владений отца. Однако ни Амброуз, ни Роберт не оставили законных наследников. После смерти в 1590 году Амброуза эта ветвь рода угасла.
У Роберта Дадли, графа Лестера, остался незаконнорожденный сын Роберт (ок. 1574 — 6 сентября 1649), английский путешественник и картограф. Он унаследовал большую часть имущества отца, а в 1603—1605 годах безуспешно пытался добиться признания своей законнорожденности, утверждая, что его родители были тайно женаты. После этого он покинул Англию и обосновался в великом герцогстве Тосканском. Там он называл себя графом Уориком и Лестером. Позже он также называл себя герцогом Нортумберлендом, этот титул был признан за ним императором Фердинандом II. Роберт оставил в Италии многочисленное потомство, однако эта ветвь угасла по мужской линии через три поколения.
Существовали и другие линии рода. Одна пошла от Саймона Дадли из Элмли Ловата (1505—1555), одного из сыновей Эдмунда Дадли. Эта ветвь угасла в XIX веке. Также родовое прозвание Дадли носили потомки Томаса Дадли из Клэптона (ум. 1369), младшего брата Джона Саттона III, 2-го барона Саттона из Дадли. Один из его потомков, сэр Уильям Дадли (ок. 1597 — 18 сентября 1670) получил титул баронета Дадли из Клэптона. Эта ветвь угасла в 1764 году после смерти Уильяма Дадли, 3-го баронета Дадли из Клэмптона.

## Генеалогия
- Джон де Саттон (VI) (25 декабря 1400 — 30 сентября 1487), барон Саттон из Дадли с 1406, 1-й барон Дадли с 1340, лорд-лейтенант Ирландии в 1428—1430, рыцарь ордена Подвязки с 1359; жена: Элизабет Беркли (ум. 1478), дочь сэра Джона Беркли из Беверстоуна и Элизабет Беттершорн
  - сэр Эдмунд Саттон (ум. после 06 июля 1483); жена: Джойс Типтофт, дочь Джона де Типтофта, 1-го барона Типтофта из Повиса, и Джойс Черльтон
    -  старшая ветвь Саттонов (бароны Дадли)

  - Джон Дадли из Этерингтона, шериф Суррея и Сассекса
    - Эдмунд Дадли (ок. 1462 — 18 августа 1510); 1-я жена: Энн Виндзор, дочь Томаса Виндзора из Стенвелла и Элизабет Эндрюс; 2-я жена: Элизабет Грей (ок. 1470—1525/1526), 6-я баронесса Лайл, дочь Эдварда Грея, 1-го виконта Лайла, и Элизабет Толбот, 3-й баронессы Лайл
      - (от 1-го брака) Элизабет Дадли; муж: Уильям Стоуртон (ок. 1505 — 16 сентября 1548)), 7-й барон Стоуртон с 1535
      - (от 2-го брака) Джон Дадли (1502 — 22 августа 1553), 1-й виконт Лайл с 1542, лорд-адмирал Англии в 1542—1547, 1-й граф Уорик с 1547, 1-й герцог Нортумберленд с 1551, регент Англии в 1549—1553; жена: Джейн Гилдфорд (ок. 1509 — 15 января 1555), дочь сэра Эдварда Гилдфорда из Хемстеда и Элинор Уэст
        - Генри Дадли (ок. 1526 — 30 сентября 1544)
        - Томас Дадли (ок. 1526—1528)
        - Джон Дадли (до 1528 — 18/21 октября 1554), граф Уорик и виконт Лайл с 1551; жена: с 3 июня 1550 Энн Сеймур (ум. 1588), дочь Эдуарда Сеймура, 1-го герцога Сомерсета, и Энн Стэнхоуп
        - Амброуз Дадли (ок. 1530 — 21 февраля 1590), 1/3 граф Уорик и 1-й барон Лайл с 1561; 1-я жена: до 4 марта 1545 Энн Хорвуд (ум. 26 мая 1552), дочь Уильяма Хорвуда и Кассандры Грей; 2-я жена: до 10 сентября 1553 Элизабет Тэлбойс (ок. 1520 — ок. апреля 1563), дочь Гилберта Тэлбойса, 1-го барона Тэлбойс из Кайма, и Элизабет Блаунт; 3-я жена: Энн Рассел (ок. 1548/1549 — 9 февраля 1604), дочь Фрэнсиса Рассела, 2-го графа Бедфорда, и Маргарет Сент-Джон
          -  (от 1-го брака) Джон Дадли (ок. 1545 — 26 мая 1552)

        - Генри Дадли (ок. 1531 — 27 августа 1557); жена: до 1557 Маргарет Одли[англ.] (ок. 1535/1540 — 9 января 1564), дочь Томаса Одли, 1-го барона Одли из Уолдена, и Элизабет Грей
        - Роберт Дадли (24 июня 1532 — 4 сентября 1588), 1-й граф Лестер с 1564, фаворит королевы Елизаветы I; 1-я жена: с 1550 Эми Робсарт (1532 — 8 сентября 1560), дочь сэра Джона Робсарта и Элизабет Скотт; 2-я жена (?): с 1573 Дуглас Говард (после 1537 — ок. декабря 1608), дочь Уильяма Говарда, 1-го барона Говарда из Эффингема, и Маргарет Гэмейдж, вдова Джона Шеффилда, 2-го барона Шеффилда[К 1]; 2/3-я жена: с 21 сентября 1578 Летиция Ноллис (8 ноября 1543 — 25 декабря 1634), дочь сэра Фрэнсиса Ноллиса и Кэтрин Кэри, вдова Уолтера Деверё, 1-го графа Эссекса
          - (от связи с Дуглас Говард) Роберт Дадли (7 августа 1574 — 6 сентября 1649), претендент на титулы графов Уорика и Лестера и герцога Нортумберленда
            -  потомство

          -  (от 2/3-го брака) Роберт Дадли (1579 — 19 июля 1584), барон Денби

        - Мэри Дадли (ок. 1530/1535 — 9 августа 1586); муж: с 29 марта 1551 сэр Генри Сидни (1529 — ок. 1 мая 1586)
        - Гилфорд Дадли (1536 — 12 февраля 1554); жена: с 21 мая 1553 Джейн Грей (октябрь 1537 — 12 февраля 1554), королева Англии с 10 по 19 июля 1553, дочь Генри Грея, 1-го герцога Саффолка, и Фрэнсис Брэндон
        - Чарльз Дадли (1537—1542)
        - Джейн Дадли; муж: Генри Сеймур (ок. 1540 — ?)
        - Кэтрин Дадли (ок. 1538 или ноябрь 1544/1545 — 14 августа 1620); муж: с 25 мая 1553 Генри Гастингс (ок. 1536 — 14 декабря 1595), 5-й барон Гастингс с 1559, 3-й граф Хантингдон, 8-й барон Ботро и 4-й барон Гастинс из Хангерфорда с 1560
        - Маргарет Дадли (ум. ребёнком)
        - Кэтрин Дадли (ум. ребёнком)
        -  Темперенс Дадли (ум. 1552)

      - (от 2-го брака) сэр Эндрю Дадли (ум. 1553)
      - (от 2-го брака) Джером Дадли
      -  (от 2-го брака) Саймон Дадли из Элмли Ловата (1505—1555); жена: Марджери
        -  младшая ветвь Дадли

    -  Элизабет Дадли; муж: Томас Эшбёнрхем из Брумхема

  - Уильям Саттон (ум. 29 ноября 1483), епископ Дарема с 1476
  - Оливер Саттон (ум. 1469)
  - Маргарет Саттон; муж: сэр Джон Лонгвиль из Литтл Диллинга
  - Джейн Саттон; муж: Томас Майнуорринг из Айтфилда (ок. 1450—1508)
  - Элеанор Саттон; 1-й муж: Генри Бомон из Вудсопа; 2-й муж: Джордж Стэнли из Вест Бромвича
  -  Элизабет Саттон; муж: сэр Джон Ходлестон из Саустона

## Комментарии
1. ↑  В 1604/1605 году она, поддерживая претензии своего сына Роберта Дадли на наследство графа Лестера, утверждала, что в 1573 году тайно вышла замуж за Роберта Лестера. Однако Звёздная палата эти претензии отклонила. В XIX веке вопрос о легитимности Роберта Дадли был поднят вновь в Палате Лордов, однако решения принято не было[2]. Мнения историков по данному вопросу разделились. Дерек Уилсон[3] верит в то, что брак был заключён, однако другие историки считают доказательства заключения брака неубедительными.